# Arshak Petrossian
Cet article concerne le joueur d'échecs né en 1953. Pour les autres personnes nommées Petrossian, voir Petrossian.
Arshak Petrossian (en arménien Արշակ Պետրոսյան) est un joueur d'échecs arménien né le 16 décembre 1953, grand maître international depuis 1984.
Plusieurs fois membre de l'équipe d'Arménie, il remporta la médaille de bronze à l'olympiade d'échecs de 1992.
Petrossian a remporté le championnat d'échecs arménien en 1974 et 1976 (à égalité avec Vanik Zakarian et Gagik Akopian).
Il est l'entraîneur de l'équipe nationale masculine et beau-père du grand maître hongrois Péter Lékó. En 2004, Petrossian se voit octroyer le titre d'entraîneur senior de la FIDE. En 2006, il a reçu la médaille Khorenatsi.